# Agencia Francesa de Lucha contra el Dopaje
La Agencia Francesa de Lucha contra el Dopaje o AFLD (en francés y oficialmente, Agence Française de Lutte contre le Dopage) es una autoridad pública independiente francesa, creada en 2006 con la misión de asegurar que los participantes en las competiciones deportivas celebradas en Francia no violan las reglas sobre el dopaje. Su presidente es Pierre Bordy. 
La AFLD cuenta con un laboratorio homologado por la AMA para realizar los análisis de las muestras tomadas en controles antidopaje. Dicho laboratorio se encuentra en Châtenay-Malabry, cerca de París.

## Relaciones con la UCI

### 2008: éxitos en solitario
Debido al conflicto existente en 2008 entre los organizadores (ASO) y la UCI, la AFLD se encargó en solitario de los controles antidopaje en el Tour de Francia 2008. La labor en la lucha contra el dopaje de la AFLD en la carrera francesa fue destacada, detectándose siete positivos, incluyendo cuatro positivos por CERA, una sustancia que se creía indetectable.

### 2009: acuerdo y ruptura
No obstante, en marzo de 2009, en el marco de la París-Niza (prueba organizada también por ASO), se llegó a un acuerdo para que la AFLD y la UCI trabajaran a partir de entonces de manera conjunta en la lucha contra el dopaje en las pruebas ciclistas celebradas en territorio francés, comprometiéndose asimismo la UCI a universalizar las sanciones impuestas por la AFLD. De este modo se pretendía evitar que aquellos ciclistas (sea cual sea su nacionalidad) que den positivo en una carrera francesa y reciban una suspensión de dos años por dopaje puedan seguir compitiendo en otros países durante el periodo de sanción.